# Tuvtjärnen (Svegs socken, Härjedalen, 688621-142745)
Tuvtjärnen är en sjö i Härjedalens kommun i Härjedalen och ingår i Ljusnans huvudavrinningsområde.